# Nguyễn Quý Sửu
Nguyễn Quý Sửu (sinh ngày 18 tháng 10 năm 1986 tại Đồng Tháp) là cầu thủ bóng đá Việt Nam. Anh hiện đang thi đấu tại V-League 1 trong màu áo Thanh Hóa

## Thành tích
- Giải vô địch bóng đá hạng nhất Việt Nam: 1

2006
- Giải bóng đá Đại hội TDTT Toàn quốc:

Huy chương bạc 2006
- Giải vô địch bóng đá U21 Việt Nam

Hạng 3 2003 và 2004